# Baiyankamys shawmayeri
Baiyankamys shawmayeri és una espècie de mamífer rosegador de la família dels múrids. És endèmic de Papua Nova Guinea, on viu a altituds d'entre 1.500 i 3.600 msnm. El seu hàbitat natural són les ribes de rius i rierols que flueixen pels boscos. És una espècie en risc mínim, és a dir, no sembla que hi hagi cap amenaça significativa per a la seva supervivència. Aquest tàxon fou anomenat en honor del col·leccionista australià Fred Shaw Mayer.